# Людольф Якоб фон Альвенслебен
Не плутати з його далеким родичем, группенфюрером СС Людольфом-Германом фон Альвенслебеном!
Людольф Якоб фон Альвенслебен (нім. Ludolf Jakob von Alvensleben; 9 серпня 1899, Штендаль — 28 серпня 1953, Дортмунд) — німецький офіцер, штандартенфюрер СС (30 січня 1938).

## Біографія
Представник давнього прусського роду. Син землевласника і політика Людольфа Удо фон Альвенслебена і його дружини Іди, уродженої фон Глазенапп. Після закінчення Бранденбурзької лицарської академії вступив у прусську армію. Учасник Першої світової війни, лейтенант. Разом із братом Удо успадкував маєток Плаутгоф площею 607 гектарів, який 7 січня 1922 року був конфіскований польською владою. 1 вересня 1932 року вступив у НСДАП (квиток №1 313 391) і СС (посвідчення №52 195). На початку Другої світової війни очолив інспекцію Німецької народної самооборони в Плутово. Протягом кількох років був ад'ютантом Ганса фон Чаммера унд Остена. З 11 травня 1944 року — командир поліції Фріулі. З 10 квітня 1945 року — керівник  СС і поліції в Західній Адріатиці. Після війни потрапив у радянський полон.

## Нагороди
- Залізний хрест 2-го і 1-го класу
- Балтійський хрест
- Почесний хрест ветерана війни з мечами
- Почесний кут старих бійців
- Кільце «Мертва голова»
- Почесна шпага рейхсфюрера СС
- Данцизький хрест 1-го класу
- Хрест Воєнних заслуг 2-го класу з мечами
- Застібка до Залізного хреста 2-го і 1-го класу
- Штурмовий піхотний знак у сріблі
- Нагрудний знак «За поранення» в чорному